# Sugar (System of a Down)
Sugar è un singolo del gruppo musicale statunitense System of a Down, pubblicato il 25 maggio 1999 come unico estratto dal primo album in studio System of a Down.

## Descrizione
Composta da Daron Malakian e Shavo Odadjian per la parte musicale e da Serj Tankian per il testo, si tratta di uno dei primi brani composti dal gruppo (era già presente nel primo demo del 1995), nonché uno dei brani più suonati durante i concerti.

## Video musicale
Il videoclip mostra il gruppo che esegue il brano sullo sfondo di una bandiera americana e talvolta interrotto da immagini di violenze e uccisioni.

## Tracce
CD promozionale – parte 1 (Stati Uniti)
1. Sugar (Clean Version) – 2:34 (testo: Serj Tankian – musica: Shavo Odadjian, Daron Malakian)
2. Sugar (Album Version) – 2:34 (testo: Serj Tankian – musica: Shavo Odadjian, Daron Malakian)

CD promozionale – parte 2 (Stati Uniti)
1. Sugar (Album Version) – 2:34 (testo: Serj Tankian – musica: Shavo Odadjian, Daron Malakian)
2. Sugar (Clean Version) – 2:34 (testo: Serj Tankian – musica: Shavo Odadjian, Daron Malakian)

CD singolo (Europa)
1. Sugar – 2:34 (testo: Serj Tankian – musica: Shavo Odadjian, Daron Malakian)
2. War? (Live) – 2:47 (testo: Serj Tankian – musica: Daron Malakian)
3. Sugar (Live) – 2:23 (testo: Serj Tankian – musica: Shavo Odadjian, Daron Malakian)
4. Suite-Pee (Live) – 3:04 (testo: Serj Tankian – musica: Daron Malakian)

CD singolo (Giappone)
1. Sugar (Album Version) – 2:34 (testo: Serj Tankian – musica: Shavo Odadjian, Daron Malakian)
2. Suite-Pee (Live Version) – 2:59 (testo: Serj Tankian – musica: Daron Malakian)
3. War? (Live Version) – 2:50 (testo: Serj Tankian – musica: Daron Malakian)
4. Sugar (Live Version) – 2:29 (testo: Serj Tankian – musica: Shavo Odadjian, Daron Malakian)

7" (Europa)
- Lato A

1. Sugar – 2:34 (testo: Serj Tankian – musica: Shavo Odadjian, Daron Malakian)

- Lato B

1. War? (Live) – 2:49 (testo: Serj Tankian – musica: Daron Malakian)

EP promozionale (Stati Uniti)
1. Sugar (Album Version) – 2:34 (testo: Serj Tankian – musica: Shavo Odadjian, Daron Malakian)
2. Sugar (Clean Version) – 2:33 (testo: Serj Tankian – musica: Shavo Odadjian, Daron Malakian)
3. Störagéd – 1:19 (testo: Serj Tankian – musica: Daron Malakian)
4. Sugar (Live Version) – 2:28 (testo: Serj Tankian – musica: Shavo Odadjian, Daron Malakian)
5. War? (Live Version) – 2:49 (testo: Serj Tankian – musica: Daron Malakian)
6. Sugar (Clean Live Version) – 2:28 (testo: Serj Tankian – musica: Shavo Odadjian, Daron Malakian)
7. War? (Clean Live Version) – 2:48 (testo: Serj Tankian – musica: Daron Malakian)

## Formazione
- Serj Tankian – voce
- Daron Malakian – chitarra, cori
- Shavo Odadjian – basso
- John Dolmayan – batteria

## Classifiche
| Classifica (1999)             | Posizione massima |
| ----------------------------- | ----------------- |
| Stati Uniti (alternative)     | 31                |
| Stati Uniti (mainstream rock) | 28                |